# Danske pengeinstitutter efter størrelse
Dette er en liste over Danmarks pengeinstitutter og realkreditinstitutter efter størrelse af den arbejdende kapital, hjemland og SIFI-status. Listen er baseret på en liste fra Finanstilsynet, senest med tallene for 2025. Før 2023 var kun pengeinstitutter inddelt i grupper, og i stedet for at gruppe 1 opgav systemiske vigtige pengeinstitutter (SIFI), så indeholdte gruppe 1 pengeinstitutter med arbejdende kapital over 75 mia. kr. Siden 2023 har størrelsesgrupperingen omfattet både realkreditinstitutter og pengeinstitutter.
Den første gruppe indeholder kreditinstitutter med SIFI-status. Herefter er kreditinstitutterne sorteret og grupperet efter størrelsen af deres arbejdende kapital, defineret som summen af indlån, udstedte obligationer, efterstillede kapitalindskud samt egenkapitalen. Filialer af udenlandske institutter i Danmark, herunder Nordea, kategoriseres af Finanstilsynet i gruppe 5.

## Gruppe 1: Systemiske Vigtige institutter (SIFI)
1. Nykredit Realkredit A/S
2. Nykredit Bank A/S (en del af Nykredit-koncernen)
3. Spar Nord Bank A/S (en del af Nykredit-koncernen)
4. Totalkredit A/S (en del af Nykredit-koncernen)
5. Danske Bank A/S
6. Realkredit Danmark A/S (en del af Danske Bank-koncernen)
7. Nordea Kredit Realkreditaktieselskab (en del af Nordea-koncernen)
8. Jyske Bank A/S
9. Jyske Realkredit A/S (en del af Jyske Bank-koncernen)
10. DLR Kredit A/S
11. Sydbank A/S
12. Coop Bank A/S (ejet af Sydbank)
13. Aktieselskabet Arbejdernes Landsbank
14. Vestjysk Bank A/S (Arbejdernes Landsbank er storejer)
15. Saxo Bank A/S

## Gruppe 2: Arbejdende kapital over 15 mia. kr.
1. Ringkjøbing Landbobank, A/S
2. Sparekassen Danmark  (Fusion med Sparekassen Djursland 2025)
3. Danmarks Skibskredit A/S
4. Sparekassen Kronjylland
5. Lån & Spar Bank A/S
6. Sparekassen Sjælland-Fyn A/S
7. Middelfart Sparekasse
8. Danske Andelskassers Bank A/S

## Gruppe 3: Arbejdende kapital over 1 mia. kr.
1. Djurslands Bank A/S
2. Sparekassen Thy
3. Sydjysk Sparekasse
4. Skjern Bank A/S
5. Lunar Bank A/S
6. Lægernes Bank A/S
7. Fynske Bank A/S
8. Ekspres Bank A/S
9. Kreditbanken A/S
10. Lollands Bank A/S
11. Nordfyns Bank, Aktieselskabet
12. Merkur Andelskasse
13. Møns Bank A/S
14. Sparekassen Bredebro
15. Sparekassen for Nr. Nebel og Omegn
16. Dragsholm Sparekasse
17. Hvidbjerg Bank. A/S
18. Facit Bank A/S
19. Kompasbank A/S
20. PenSam Bank A/S (Fusion med Arbejdernes Landsbank 2025)[3]
21. Rise Sparekasse
22. Frørup Andelskasse
23. Balling Sparekasse
24. Frøslev-Mollerup Sparekasse
25. Rønde Sparekasse

## Gruppe 4: Arbejdende kapital under 1 mia. kr.
1. Maj Bank A/S
2. Sønderhå-Hørsted Sparekasse
3. Andelskassen Fælleskassen
4. Faster Andelskasse
5. Borbjerg Sparekasse
6. Klim Sparekasse
7. Stadil Sparekasse
8. Leasing Fyn Bank A/S (banklicens inddraget 16. December 2024)[4]

## Gruppe 5: Filialer af udenlandske institutter i Danmark
Her listes kun listens 10 største - resten af listen findes på Finanstilsynets egen liste.
1. Siemens Financial Services Danmark
2. Ikano Bank (Ikano Bank AB, Sverige)
3. Nordea (Nordea Bank Abp, Finland)
4. SEB Kort Bank (SEB Kort Bank AB, Sverige)
5. Santander Consumer Bank (Santander Consumer Bank AS, Norge)
6. DNB Bank (DNB Bank ASA, Norge)
7. Skandinaviska Enskilda Banken, Danmark, filial af Skandinaviska Enskilda Banken AB (PUBL.), Sverige
8. De Lage Landen Finans Danmark filial af De Lage Landen Finans AB, Sverige
9. Nordnet Bank, filial af Nordnet Bank AB, Sverige
10. Telia Finance Danmark, Filial af Telia Finance AB, Sverige

## Gruppe 6: Pengeinstitutter med hjemsted på Færøerne og Grønland
1. Føroya Banki
2. P/F Betri Bank
3. Grønlandsbanken, Aktieselskab
4. Nordoya Sparikassi
5. Suduroyar Sparikassi P/F